# Армерия (растение)
Арме́рия (лат. Armeria) — род цветковых растений семейства Свинчатковые (Plumbaginaceae).

## Ботаническое описание
Многолетние травянистые растения.
Листья простые, линейно-ланцетные, цельнокрайние, сидячие, многочисленные, формируют прикорневую розетку.
Цветки обоеполые, собраны в головчатое соцветие. Пять чашелистиков срастаются в трубчатую чашечку. Пять лепестков цвета от белого до тёмно-пурпурного срастаются у основания. Пять тычинок располагаются простым кругом.
Плод односемянный.

## Распространение и экология
В ареал рода входят Северная Америка, юг Южной Америки, Европа, Западная Азия (север Сибири) и Северная Африка.

## Хозяйственное значение и применение
Многие виды рода Армерия выращиваются как декоративные садовые растения. Предпочитают солнечные места, хорошо растут в каменистых садиках.

## Классификация

### Таксономическое положение
- Armeria Willd., 1809, Enum. Pl. : 333

Род Армерия относится к семейству Свинчатковые (Plumbaginaceae) порядка Гвоздичноцветные (Caryophyllales), который последовательно включается в клады Суперастериды → Эвдикоты → Цветковые растения. Таксономическая схема в соответствии с Системой APG IV по состоянию на декабрь 2023 года:
|  |                          |  |                                   |                                   |                        |  | еще 40 семейств |             |             |                                                               |
|  |                          |  |                                   |                                   |                        |  |                 |             |             | 95 подтвержденных видов и 53 таксона, ожидающих подтверждения |
|  |                          |  |                                   | порядок Гвоздичноцветные          |                        |  |                 |             | род Армерия |                                                               |
|  |                          |  |                                   | порядок Гвоздичноцветные          |                        |  |                 |             | род Армерия |                                                               |
|  | клада Цветковые растения |  |                                   |                                   | семейство Свинчатковые |  |                 |             |             |                                                               |
|  | клада Цветковые растения |  |                                   |                                   |                        |  |                 |             |             |                                                               |
|  |                          |  | ещё 63 порядка цветковых растений | ещё 63 порядка цветковых растений |                        |  |                 | еще 23 рода | еще 23 рода |                                                               |
|  |                          |  |                                   | ещё 63 порядка цветковых растений |                        |  |                 |             | еще 23 рода |                                                               |

### Виды
Некоторые из них:
- Armeria alpina (DC.) Willd. — Армерия альпийская
- Armeria alliacea (Cav.) Hoffmanns. & Link — Армерия луковидная
- Armeria arenaria (Pers.) Schult. — Армерия песчаная
- Armeria caespitosa (Ortega) Boiss. — Армерия дернистая
- Armeria macrophylla Boiss. & Reut. — Армерия крупнолистная
- Armeria maritima Willd. typus[2] — Армерия приморская
- Armeria maritima subsp. maritima — Армерия обыкновенная
- Armeria pseudarmeria (Murray) Mansf. — Армерия псевдоармерия
- Armeria pungens (Link) Hoffmanns. & Link — Армерия колючая
- Armeria ruscinonensis Girard — Армерия русцинонская
- Armeria scabra Willd. — Армерия шершавая, или Армерия шероховатая, или Армерия арктическая
- Armeria soleirolii (Duby) Godr. — Армерия Солейроля
- Armeria splendens (Lag. & Rodr.) Webb — Армерия сверкающая
- Armeria villosa Girard — Армерия пушистая
- Armeria welwitschii Boiss. — Армерия Вельвича

- Armeria ruscinonensis (Армерия русцинонская)
- Армерия псевдоармерия (Armeria pseudarmeria)
- Армерия луковидная (Armeria alliacea)
- Армерия песчаная (Armeria arenaria)
- Армерия альпийская (Armeria alpina)
- Армерия Солейроля (Armeria soleirolii)
- Армерия крупнолистная (Armeria macrophylla)
- Armeria euskadiensis
- Armeria rhodopaea
- Armeria berlengensis
- Армерия дернистая (Armeria caespitosa)
- Armeria pubigera
- Armeria genesiana
- Армерия пушистая (Armeria villosa)
- Armeria denticulata